# Milano-Vignola 1968
La Milano-Vignola 1968, sedicesima edizione della corsa, si svolse il 25 aprile 1968 per un percorso totale di 243 km, con partenza da Rogoredo ed arrivo a Vignola. La vittoria fu appannaggio dell'italiano Marino Basso, il quale completò la gara in 5h21'50", alla media di 45,280 km/h precedendo il connazionale Eraldo Bocci ed il danese Ole Ritter.

## Ordine d'arrivo (Top 10)
| Pos. | Corridore          | Squadra    | Tempo    |
| ---- | ------------------ | ---------- | -------- |
| 1    | Marino Basso       | Molteni    | 5h21'50" |
| 2    | Eraldo Bocci       | Germanvox  | s.t.     |
| 3    | Ole Ritter         | Germanvox  | s.t.     |
| 4    | Ercole Gualazzini  | Max Meyer  | s.t.     |
| 5    | Giorgio Destro     | G.B.C.     | s.t.     |
| 6    | Giancarlo Polidori | Pepsi Cola | s.t.     |
| 7    | Franco Bitossi     | Filotex    | s.t.     |
| 8    | G. De Franceschi   | Pepsi Cola | a 20"    |
| 9    | Giuseppe Franzetti | Max Meyer  | s.t.     |
| 10   | Gianni Motta       | Molteni    | a 25"    |